# Торські козаки
То́рські козаки́ — найменування козацького населення містечка Тор та прилеглих хуторків (інакше Соляний, суч. м. Слов'янськ, Донецька область, Україна). Козаки, часто звані в той період черкасами, почали селитися тут із XVI—XVII століть. До складу етно-соціальної групи торських козаків входили донські та слобідські козаки, а також меншою мірою запорожці та, ймовірно, інші етногрупи слов'янського походження. У 1721 році торські козаки були підпорядковані Військовій колегії; у 2-й половині XVIII століття козацтво скасували, а козаків перевели у стан однодворців.

## Виникнення козацької громади
У XVI—XVII століттях південний прикордонний край (Україна) Російської держави за підтримки уряду почав активно заселятися переважно вихідцями з правобережної Малоросії, що перебувала під владою Речі Посполитої. Осідаючи тут поблизу фортець Бєлгородської засічної межі, що перегороджувала татарам дорогу в Російську державу, переселенці брали на себе сторожову службу та військовий захист російського прикордоння. Так, на південних кордонах Російського царства утворилася своєрідна історична область — Слобожанщина.
Для Російського царства Слобожанщина була продовженням Засічної межі, як охорона південних кордонів від кримських та ногайських татар. Саме тому царський уряд надавав місцевому населенню певні привілеї. Так, переселенці до Слобожанщини безоплатно володіли певною кількістю вільної землі (право запозичення), за ними зберігалися козацькі привілеї та самоврядування. Слобожанські поселенці були звільнені від сплати податків, їм дозволили винокуріння (на основній території Росії був горілчаний відкуп) і вільно займатися прибутковими промислами (наприклад, солевидобуванням).
Зокрема, людей здавна приваблювали соляні озера на кордоні Слобожанщини та території Війська Донського. Тут, при поселенні-фортеці Тор і околицях — у районі Торських соляних озер (Ропне, Сліпне, Криве, Вейсове/Маяцьке, Червлене), сформувалася громада козаків, яких почали називати «торськими». Також у цьому районі, навколо різних укріплень, виникали інші козацькі громади, козаків яких іменували за своїми поселеннями: бахмутські, маяцькі та чугуївські.

## В армії Імператорської Росії
3 березня 1721 року торські козаки, спільно з бахмутськими та маяцькими, були підпорядковані веденню Військовій колегії (1 п.с.з. VI. 3750). 27 жовтня 1748 року з бахмутських, маяцьких та торських козаків сформовано Бахмутський кінний козачий полк (1 п.с.з. XII. 9545). 11 червня 1764 року цей полк перетворено на регулярний Луганський пікінерний полк (1 п.с.з. XVI. 12179), а козаки, що його становили, переведені в стан однодворців. Наступником, до складу якого увійшов Луганський пікінерний полк, став Маріупольський 4-й гусарський полк.